# Swietłana Nowikowa
Swietłana Leonidowna Nowikowa (ros. Светлана Леонидовна Новикова; ur. 5 września 1974 w Jelizowie) – rosyjska narciarka alpejska reprezentująca także ZSRR, brązowa medalistka mistrzostw świata juniorów.

## Kariera
Pierwszy raz na arenie międzynarodowej Swietłana Nowikowa pojawiła się w 1991 roku, startując na mistrzostwach świata juniorów w Geilo. Zajęła tam dziewiąte miejsce w supergigancie i czwarte w zjeździe, w którym walkę o medal przegrała z Francuzką Karine Allard o 0,01 sekundy. Podczas rozgrywanych rok później mistrzostw świata juniorów w Mariborze wywalczyła brązowy medal w biegu zjazdowym. W zawodach tych wyprzedziły ją jedynie Céline Dätwyler ze Szwajcarii oraz Austriaczka Alexandra Meissnitzer. W pozostałych konkurencjach Rosjanka plasowała się jednak poza czołową dziesiątką.
W zawodach Pucharu Świata zadebiutowała 12 grudnia 1992 roku w Vail, zajmując 47. miejsce w zjeździe. Pierwsze pucharowe punkty wywalczyła 29 lutego 1996 roku w Narwiku, gdzie w tej samej konkurencji zajęła 24. pozycję. Nigdy nie stanęła na podium, najwyższą lokatę w zawodach tego cyklu uzyskała 1 lutego 1997 roku w Laax, gdzie zjazd ukończyła na dwudziestym miejscu. Najlepsze wyniki osiągała w sezonie 1995/1996, kiedy zajęła 97. miejsce w klasyfikacji generalnej. W 1992 roku wystartowała na igrzyskach olimpijskich w Albertville, zajmując dziewiętnaste miejsce w kombinacji oraz 27. miejsce w zjeździe. Kilkukrotnie startowała na mistrzostwach świata, najlepszy wynik uzyskując na rozgrywanych w 1997 roku mistrzostwach świata w Sestriere, gdzie była osiemnasta w kombinacji. W 1998 roku zakończyła karierę.

## Osiągnięcia

### Igrzyska olimpijskie
| Miejsce | Dzień     | Rok  | Miejscowość | Konkurencja | Czas biegu  | Strata      | Zwyciężczyni       |
| ------- | --------- | ---- | ----------- | ----------- | ----------- | ----------- | ------------------ |
| 19.     | 13 lutego | 1992 | Albertville | Kombinacja  | 2,55 pkt    | +119,93 pkt | Petra Kronberger   |
| 27.     | 15 lutego | 1992 | Albertville | Zjazd       | 1:52,55 min | +6,63 s     | Kerrin Lee-Gartner |

### Mistrzostwa świata
| Miejsce | Dzień     | Rok  | Miejscowość   | Konkurencja | Czas biegu  | Strata   | Zwyciężczyni       |
| ------- | --------- | ---- | ------------- | ----------- | ----------- | -------- | ------------------ |
| 32.     | 10 lutego | 1993 | Morioka       | Gigant      | 2:17,59 min | +10,62 s | Carole Merle       |
| 28.     | 11 lutego | 1993 | Morioka       | Zjazd       | 1:27,38 min | +1,87 s  | Kate Pace          |
| 33.     | 12 lutego | 1996 | Sierra Nevada | Supergigant | 1:21,00 min | +4,09 s  | Isolde Kostner     |
| DNF     | 18 lutego | 1996 | Sierra Nevada | Zjazd       | 1:54,06 min | -        | Picabo Street      |
| DNS     | 22 lutego | 1996 | Sierra Nevada | Gigant      | 2:10,74 min | -        | Deborah Compagnoni |
| 32.     | 11 lutego | 1997 | Sestriere     | Supergigant | 1:23,50 min | +4,20 s  | Isolde Kostner     |
| 18.     | 15 lutego | 1997 | Sestriere     | Kombinacja  | 3:03,38 min | +26,54 s | Renate Götschl     |
| 28.     | 15 lutego | 1997 | Sestriere     | Zjazd       | 1:41,18 min | +4,37 s  | Hilary Lindh       |

### Mistrzostwa świata juniorów
| Miejsce | Dzień       | Rok  | Miejscowość | Konkurencja | Czas biegu  | Strata  | Zwyciężczyni       |
| ------- | ----------- | ---- | ----------- | ----------- | ----------- | ------- | ------------------ |
| 9.      | 8 kwietnia  | 1991 | Geilo       | Supergigant | 1:15,16 min | +1,34 s | Julie Lunde Hansen |
| 4.      | 11 kwietnia | 1991 | Geilo       | Zjazd       | 1:08,87 min | +0,41 s | Céline Dätwyler    |
| 3.      | 25 lutego   | 1992 | Maribor     | Zjazd       | 1:21,68 min | +0,61 s | Céline Dätwyler    |
| 24.     | 26 lutego   | 1992 | Maribor     | Supergigant | 1:20,66 min | +4,19 s | Regina Häusl       |
| 27.     | 27 lutego   | 1992 | Maribor     | Gigant      | 1:56,37 min | +5,36 s | Regina Häusl       |
| 33.     | 29 lutego   | 1992 | Maribor     | Slalom      | 1:17,03 min | +9,49 s | Urška Hrovat       |
| 17.     | 29 lutego   | 1992 | Maribor     | Kombinacja  | ?           | ?       | Erika Hansson      |

### Puchar Świata

#### Miejsca w klasyfikacji generalnej
- sezon 1992/1993: 112.
- sezon 1995/1996: 97.
- sezon 1996/1997: 99.

#### Miejsca na podium
Nowikowa nigdy nie stanęła na podium zawodów PŚ.